# Omspanningsvermogen
Het omspanningsvermogen (Engels: scope of control) is in de managementwereld een begrip dat aangeeft aan hoeveel ondergeschikten een manager kan leidinggeven. 

## Kenmerken
Een marketingmanager kan bijvoorbeeld leidinggeven aan een marktonderzoeker, een reclamemanager en twee productmanagers. Zijn omspanningsvermogen is dan 4. De reclamemanager kan op zijn beurt leidinggeven aan 5 medewerkers. Zijn omspanningsvermogen is dan dus 5.
Hoe groter het omspanningsvermogen van een leider, hoe groter het aantal ondergeschikten aan wie deze kan leidinggeven, hoe kleiner het omspanningsvermogen van de leider, hoe kleiner het aantal ondergeschikten aan wie deze kan leiding geven.
Een metafoor voor het omspanningsvermogen zijn de draaiende bordjes in het circus. Het omspanningsvermogen is het maximaal aantal bordjes dat een artiest kan laten draaien zonder dat er eentje valt.

### Spanwijdte
Het omspanningsvermogen is de tegenpool van de spanwijdte. Het omspanningsvermogen is het aantal ondergeschikten aan wie een leider kan leiding geven en de spanwijdte is het aantal ondergeschikten aan wie een leider leiding moet geven. Ze dienen in evenwicht te zijn. Indien het omspanningsvermogen kleiner is dan de spanwijdte zal de leider de controle over zijn ondergeschikten verliezen. Indien het omspanningsvermogen groter is dan de spanwijdte zal de leider niet zijn volledige capaciteit kunnen benutten en bijvoorbeeld te veel tijd omhanden hebben om zich met details bezig te houden, wat voor het werk van de ondergeschikten demotiverend kan werken.

## Vergroten
Het omspanningsvermogen vergroten kan op verschillende manieren:
- Door delegatie
- Door de toevoeging van een assistent-to
- Door de toevoeging van een assistent-manager
- Door de toevoeging van de lijn- & staforganisatie
- Door de toevoeging van functionele relaties